# Niepełnosprawność ruchowa

Oznaczenie na karcie niepełnosprawności

Niepełnosprawność ruchowa – stan człowieka znajdującego się w sytuacji obniżonych możliwości motorycznych ciała. Zazwyczaj jest to związane z różnorakimi uszkodzeniami kończyn. Upośledzenie może wynikać ze zmian rozwojowych w okresie płodowym, chorób, wypadków oraz innych czynników mogących mieć wpływ na budowę ciała i działanie jego poszczególnych części.

## Grupy niepełnosprawności ruchowych
Niepełnosprawności ruchowe można podzielić na następujące podstawowe grupy:
- Brak kończyn lub ich części. Do tej grupy zaliczają się osoby po amputacjach wynikających z wypadków losowych lub chorób, a także osoby, u których w okresie rozwoju płodowego nie wykształciły się poszczególne części ciała.
- Uszkodzenia układu nerwowego (centralnego/obwodowego) lub pojedynczych bądź całych grup mięśni w części odpowiedzialnej za funkcjonowanie kończyn, czyli czynności motorycznych. Zaburzenia czynności motorycznych obejmują porażenia i niedowłady rozumiane jako obniżenie sprawności, poprawności wykonywania ruchów, osłabienie siły mięśniowej, spowolnienie ruchów. Do tej grupy zaliczają się osoby będące ofiarami na przykład mózgowego porażenia dziecięcego, choroby Heinego-Medina, polineuropatii, stwardnienia rozsianego czy też uszkodzenia rdzenia kręgowego w wyniku wypadku lub choroby.
- Niepoprawne uformowanie szkieletu w okresie rozwoju płodowego lub w okresie rozwoju. Do tej grupy zaliczają się osoby dotknięte achondroplazją lub innymi rodzajami karłowatości, a także osoby, u których struktura szkieletu nie rozwinęła się poprawnie w wyniku chorób i niedoborów, na przykład w związku z krzywicą.
- Uszkodzenia stawów. Do tej grupy zaliczają się osoby, które uległy wypadkom, często w wyniku uprawiania różnych dziedzin sportu, osoby, u których funkcjonowanie stawów jest zakłócone w wyniku degradacji związanej z wiekiem, z cukrzycą (staw Charcota), a także w wyniku szeregu chorób reumatycznych, takich jak na przykład zapalenie stawów.

## Rehabilitacja i funkcjonowanie osób niepełnosprawnych

### Rehabilitacja

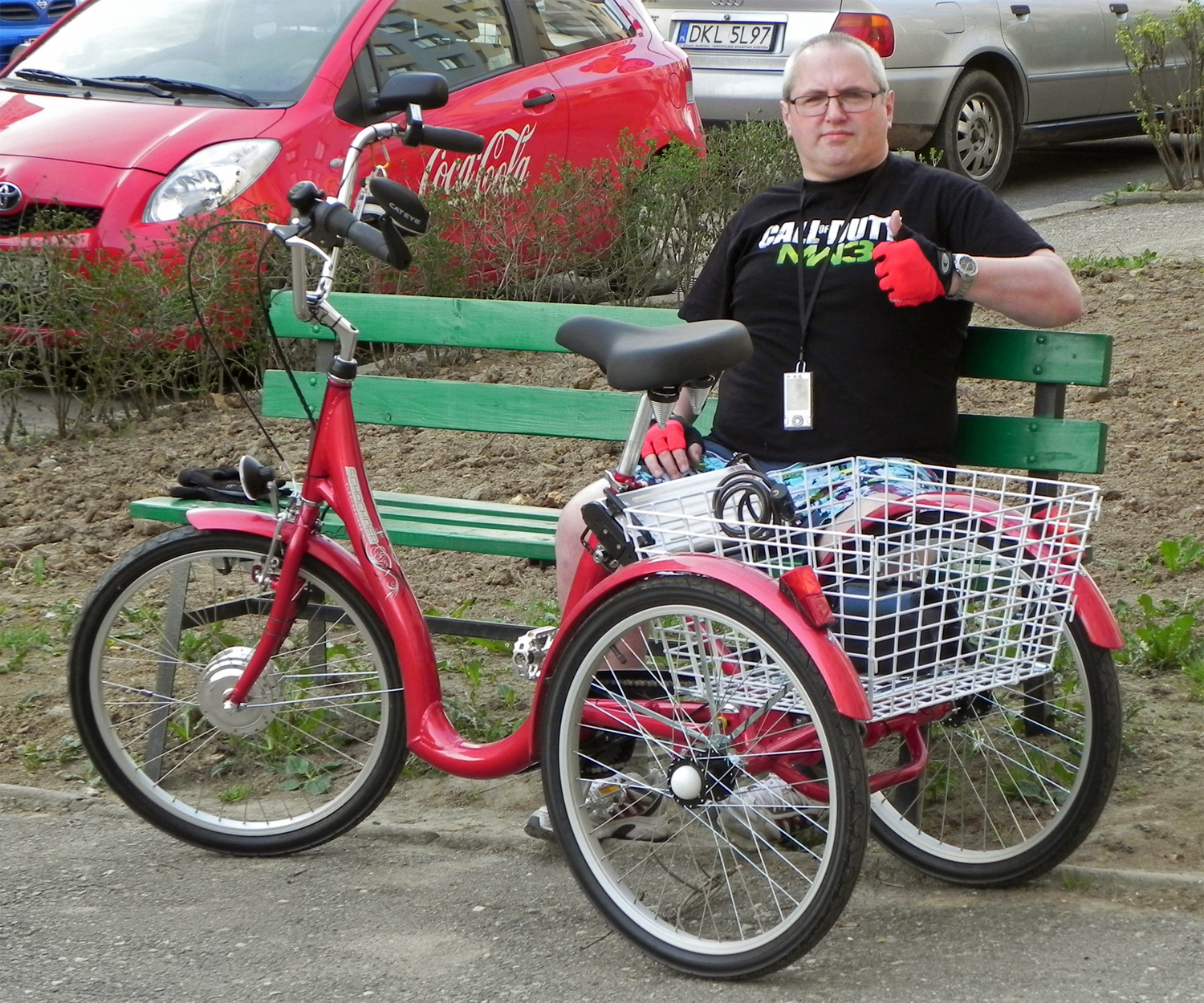
Trójkołowy rower rehabilitacyjny ze wspomaganiem elektrycznym

W zależności od rodzaju niepełnosprawności stosowane są następujące metody przywracania możliwości funkcjonowania osobom niepełnosprawnym ruchowo:
- Leczenie farmakologiczne – stosowane szczególnie w przypadkach niepełnosprawności wynikających z przewlekłych schorzeń, na przykład chorób reumatycznych;
- Leczenie chirurgiczne – stosowane szczególnie w przypadkach, gdy istnieje możliwość naprawy niepoprawnie funkcjonujących części organizmu, jak na przykład łączenie złamanych kości, wszczepianie sztucznych stawów itp.;
- Protezy dla osób po amputacjach kończyn;
- Ortezy dla osób po paraliżach lub z niedowładem kończyn;
- Laski, kule i balkoniki (chodziki);
- Wózki inwalidzkie;

Powyższe środki skierowane są na umożliwienie osobom niepełnosprawnym ruchowo całkowicie lub częściowo samodzielnego funkcjonowania dzięki kompensacji uszkodzeń środkami mechanicznymi bądź leczeniem.

### Likwidacja barier

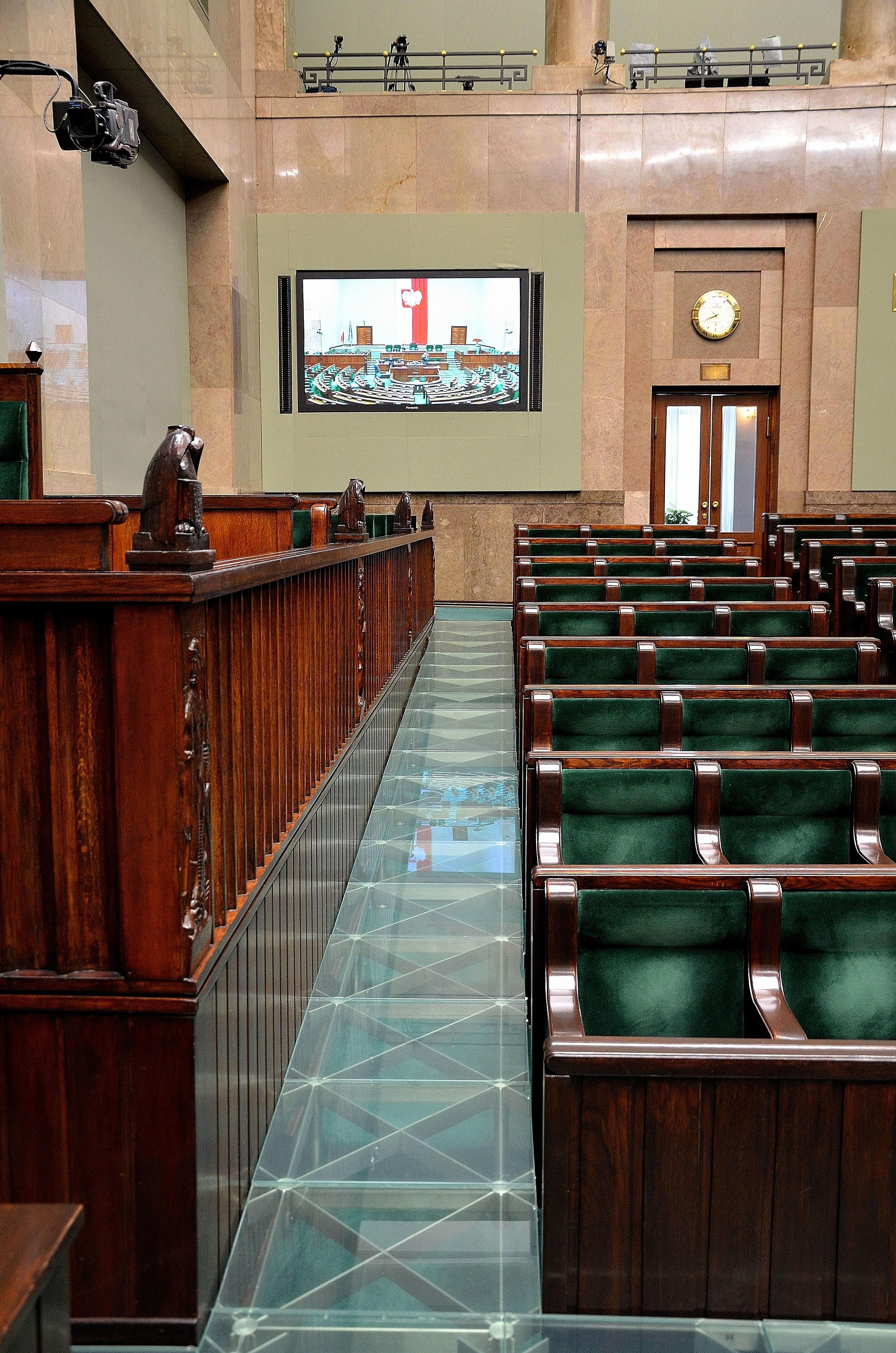
Podjazd do mównicy dla osób poruszających się na wózkach inwalidzkich w Sali Posiedzeń Sejmu

Szczególnie ważną formą wspomagania osób niepełnosprawnych ruchowo w ich codziennym funkcjonowaniu jest dostosowanie przestrzeni publicznej do ich potrzeb, czyli likwidacja barier architektonicznych. Osoby niepełnosprawne ruchowo, a szczególnie te poruszające się na wózkach inwalidzkich nie mogą czasami dostać się do budynków ani poruszać się swobodnie poza nimi ze względu na obecność schodów, ostrych pochyłości i wysokich krawężników.

#### Akty prawne dotyczące likwidacji barier architektonicznych
Prawo budowlane (Ustawa z dnia 7 lipca 1994 r. Dz.U. 1994 Nr 89 poz. 414) w art. 5 ustęp 1 pkt 4 przewiduje:
„Obiekt budowlany wraz ze związanymi z nim urządzeniami budowlanymi należy, biorąc pod uwagę przewidywany okres użytkowania, projektować i budować w sposób określony w przepisach, w tym techniczno-budowlanych, oraz zgodnie z zasadami wiedzy technicznej, zapewniając: (...)
niezbędne warunki do korzystania z obiektów użyteczności publicznej i mieszkaniowego budownictwa wielorodzinnego przez osoby niepełnosprawne, w szczególności poruszające się na wózkach inwalidzkich;”
Szczegółowe rozwiązania niezbędne do uznania danej budowli za odpowiednio dostosowaną dla osób niepełnosprawnych omówione są w rozporządzeniu Ministra Infrastruktury z dnia 12 kwietnia 2002 r. w sprawie warunków technicznych, jakim powinny odpowiadać budynki i ich usytuowanie (Dz. U. z 2002 r. Nr 75, poz. 690 z późn. zm.)
Rozporządzenie to dość dokładnie omawia warunki, jakie musi spełniać nowo budowany budynek, ale odnosi się również do sytuacji, w których budynek jest odbudowywany, rozbudowywany, nadbudowywany, przebudowywany oraz zmieniany jest sposób jego użytkowania.
Warto zauważyć, że zgodnie z art 29 ust 18 rozporządzenia, budowa pochylni podjazdowej dla osób niepełnosprawnych jest zwolniona z konieczności uzyskania zezwolenia na budowę.

### Dostosowanie samochodu
Osoby niepełnosprawne ruchowo najczęściej mogą prowadzić samochód po dostosowaniu go do ich specyficznych potrzeb i możliwości. W zależności od rodzaju inwalidztwa istnieją różne urządzenia dostosowujące samochód do prowadzenia przez osobę niepełnosprawną.
- Urządzenia do obsługi ręcznej gazu, hamulca i/lub sprzęgła;
- Gałka mocowana na kierownicy pojazdu, umożliwiająca prowadzenie jedną ręką;
- Przedłużenie pedałów;
- Blokada pedałów gazu;
- Wspomagania kierownicy i systemu hamulcowego;
- Podwyższanie pedałów: gazu, hamulca i sprzęgła;
- Urządzenie do centralnego sterowania pojazdem, działające na podczerwień;
- Urządzenia do obsługi siedzeń obrotowych;

#### Ułatwienia w poruszaniu się samochodem
Osoby niepełnosprawne i kierowcy, którzy je przewożą, nie muszą stosować się do niektórych znaków drogowych. Musi być jednak spełniony warunek: pod następującymi znakami nie ma tabliczki z symbolem wózka lub napisu „dotyczy także niepełnosprawnych”:
- B-1 zakaz ruchu w obu kierunkach
- B-3 zakaz wjazdu pojazdów silnikowych z wyjątkiem motocykli jednośladowych
- B-3a zakaz wjazdu autobusów
- B-4 zakaz wjazdu motocykli
- B-10 zakaz wjazdu motorowerów
- B-35 zakaz postoju
- B-37 zakaz postoju w dni nieparzyste
- B-38 zakaz postoju w dni parzyste
- B-39 strefa ograniczonego postoju

W niektórych miastach osoby niepełnosprawne poruszające się samochodami są zwolnione z opłat za parkowanie w strefach płatnego parkowania.